# California Bearing Ratio
Il California Bearing Ratio (abbreviato in CBR) è un indice di portanza utilizzato nelle prove di collaudo di terre per sottofondo di pavimentazione stradale, per verificarne le caratteristiche meccaniche e di resistenza.

## Determinazione in laboratorio
L'indice CBR viene ricavato tramite una prova di penetrazione in un campione di terra costipata secondo la procedura Proctor o la AASHO modificata. La prova permette quindi di valutare la capacità portante di una terra.
Questo tipo di collaudo viene effettuato in laboratorio e prevede l'utilizzo di un campione cilindrico della terra da testare; su questo campione viene esercitata una pressione tramite un pistone cilindrico di diametro pari a 5 cm. Il pistone viene fatto scendere a velocità costante, esercitando così una pressione via via maggiore.
Vengono misurate le pressioni in corrispondenza delle penetrazioni di 2,5 mm  e 5 mm; tali pressioni sono poi rapportate a quelle ricavate dalla prova CBR su di un terreno californiano di riferimento (da cui il nome "California Bearing Ratio"), ovvero 70 e 105 kg/cm2; l'indice CBR della terra è pari al massimo valore ricavato dai due rapporti.
Si possono ottenere indici pari e maggiori ad 1: ciò è sintomo di pari o maggiori prestazioni rispetto al campione di riferimento.